# Абді-Геба
Абді-Геба (Абді-Гебат, Абду-Хеба) (*д/н — бл. 1330 до н. е.) — цар міста-держави Євус в 1350—1330 роках до н. е. Ім'я перекладається як «Слуга Гебат». Мав прізвисько «Новий Лабайя».

## Життєпис
Мав хуритсько-євусейське походження. Основні відомості про нього містяться в листах амарнського архіву. Є дискусійним питання чи Абду-Геба належав до давньої династії царів, або заснував власну династію. Сам Абді-Геба зазначає, що займає свою посаду не за батьківським походженням, а за милістю фараона, але це може бути лестощами, а не точним поданням ситуації.
Відомо, що він вів запеклі війні проти хабіру, яких підбурював Азіру, цар Амурру. З огляду на це часто звертався по допомогу до фараона Аменхотепа III, васалом якого був. Також вів війни з містами-державами Ханаану — Газру, Ашкалун і Лахіш.
Згодом зумів замиритися з хабіру, частину з яких він найняв до війська. Інші відійшли до Дімаску, де заснували власну державу. З новим військом Абді-Геба став правителем значної частини центрального і південного Ханаану. При цьому зумів виправдатися перед фараоном за свої дії.